# Бароло (муніципалітет)
Бароло (італ. Barolo, п'єм. Bareul) — муніципалітет в Італії, у регіоні П'ємонт,  провінція Кунео.
Бароло розташоване на відстані близько 480 км на північний захід від Рима, 55 км на південь від Турина, 40 км на північний схід від Кунео.
Населення — 743 особи (2014).
Щорічний фестиваль відбувається 25 серпня. Покровитель — San Luigi dei Francesi.

## Демографія
Населення за роками:

Станом на 1 січня 2023 року в муніципалітеті офіційно проживало 69 іноземців з 11 країн, серед них 41 громадянин країн Євросоюзу.

## Сусідні муніципалітети
- Кастільйоне-Фаллетто
- Ла-Морра
- Монфорте-д'Альба
- Нарцоле
- Новелло